# 융희
융희(隆熙)는 1907년 8월 3일에서 1910년 8월 29일까지 사용한 대한제국의 마지막 연호이다. 대한제국의 제2대 황제이자 마지막 황제인 순종의 연호이다.

## 개원
- 광무(光武) 11년(1907년) 8월 3일에 새 연호를 융희(隆熙)로 개원함.

- 융희(隆熙) 4년(1910년) 8월 29일에 경술국치로 인한 국권이 일본제국이 가져가면서 대한제국이 멸망함.

## 연대 대조표
| 융희 | 서기 (西紀) | 간지 (干支) | 청나라 연호     | 일본 연호         |
| 원년 | 1907년      | 정미 (丁未) | 광서(光緖) 33년 | 메이지(明治) 40년 |
| 2년  | 1908년      | 무신 (戊申) | 광서 34년       | 메이지 41년       |
| 3년  | 1909년      | 기유 (己酉) | 선통(宣統) 원년 | 메이지 42년       |
| 4년  | 1910년      | 경술 (庚戌) | 선통 2년        | 메이지 43년       |

## 같이 보기
- 대한제국

| 이전연호: | 다음연호: |
| --------- | --------- |
| 광무      | -         |